# Мадрид (Ајова)
Мадрид (енгл. Madrid) град је у америчкој савезној држави Ајова. По попису становништва из 2010. у њему је живело 2.543 становника.

## Демографија
Према попису становништва из 2010. у граду је живело 2.543 становника, што је 279 (12,3%) становника више него 2000. године.
| Група             | 2000.         | 2010.         |
| Белци             | 2.227 (98,4%) | 2.491 (98,0%) |
| Афроамериканци    | 0 (0,0%)      | 5 (0,2%)      |
| Азијати           | 5 (0,2%)      | 2 (0,1%)      |
| Хиспаноамериканци | 27 (1,2%)     | 21 (0,8%)     |
| Укупно            | 2.264         | 2.543         |